# Cimarrón Uruguayo
De cimarrón Uruguayo is een hondenras afkomstig uit Uruguay. Het ras is door de FCI erkend sinds 2017.
De cimarrón Uruguayo is een grote forse hond van het molosserachtige type. Het is een evenwichtige, intelligente en zeer moedige hond. De hond is geschikt als herdershond, bij de jacht op groot wild of voor bewaking.
Een volwassen reu bereikt een schouderhoogte van 58 tot 61 centimeter. Een volwassen teef bereikt een hoogte van 55 tot 58 centimeter. Een afwijking naar beide zijden van 2 centimeter is toegestaan. Het gewicht van een reu ligt tussen de 38 en 45 kilogram, die van de teef tussen de 33 en 40 kilogram. De vacht heeft korte, zachte dekharen met een ondervacht.